# Нубијци
Нубијци (арап. نوبي []) је етничка група која вуче корене из северног Судана, док данас углавном живе на подручју источне и северне Африке, попут јужног Египта.
Нубијски народ у Судану живи на подручју регије Вади Халфа на северу, односно на подручју регије Алдаба на југу. Главне нубијске подгрупе од севера према југу су Халфавејен, Сикут, Махас и Данагла, а свака подгрупа говори различитим дијалектима нубијског језика (нобин).
У атничко доба Нубијце су Египћани описивали као врло тамнопуте, често са великим округлим наушницама, као и са плетеницама или дугом косом. Древни Нубијци били су познати по големом богатству, будући да су живели на трговачкој раскрсници између централне Африке и цивилизација уз реку Нил, попут Египта. Осим тога, познати су као и изврсни стрелци који су користили отров у шиљцима стрела. Нубијска цивилизација била је врло развијена; користили су писмо од 23 слова, а готово цео век владали су горњим и доњим египатским краљевствима.